# Broken (EP)
Broken je EP vydané 22. září 1992 americkou industrial rockovou skupinou Nine Inch Nails. Vydáno bylo v několika nakladatelstvích – Nothing, TVT, Interscope a Atlantic, je to první nahrávka kapely u nějakého major-labelu. Extended play vyšlo tři roky po studiovém debutu Pretty Hate Machine z roku 1989 a obsahuje pouze nový materiál. Produkce se ujali frontman kapely Trent Reznor a Flood. Na rozdíl od předchozího alba, jež bylo laděno do synthpopu, je styl Broken tvrdší, více heavy metalový a předjímá stylové nasměrování kapely pro další roky a druhé studiové album The Downward Spiral (1994).
Pět z osmi skladeb představených na tomto EP bylo uvedeno i s videoklipem, ty však nebyly téměř vysílány kvůli nevhodnému obsahu. I přesto získala skladba „Wish“ již v roce 1993 Cenu Grammy v kategorii Best Metal Performance roku 1992 (nejlepší metalové vystoupení). Stejné ocenění získala o tři roky později i skladba „Happiness in Slavery“. EP přispělo k narůstající popularitě kapely, umístilo se na sedmém místě žebříčku Billboard 200. Na jeho úspěch se snažilo navázat remixové EP s názvem Fixed, které bylo vydáno na začátku prosince 1992.

## Seznam skladeb
1. „Pinion“ – 1:02
2. „Wish“ – 3:46
3. „Last“ – 4:44
4. „Help Me I Am in Hell“ – 1:56
5. „Happiness in Slavery“ – 5:21
6. „Gave Up“ – 4:08
7. „Physical“ – 5:29
8. „Suck“ – 5:07